# Cézac (Gironda)
Cézac é uma comuna francesa na região administrativa da Nova Aquitânia, no departamento da Gironda. Estende-se por uma área de 19,27 km². Em 2010 a comuna tinha 2 645 habitantes (densidade: 137,3 hab./km²).